# Luca Vitali
Luca Vitali (Rimini, 30 maart 1992) is een Italiaans motorcoureur. Hij is de zoon van Maurizio Vitali, die eveneens motorcoureur is.

## Carrière
Vitali debuteerde in 2007 in het CISP 125-kampioenschap, waarin hij met twee podiumfinishes en 63 punten vierde werd. In 2008 stapte hij over naar het Italiaanse 125cc-kampioenschap en reed hierin op een Aprilia. Een vijfde plaats op het Autodromo Nazionale Monza was zijn beste resultaat en hij werd met 31 punten elfde in de eindstand. Dat jaar debuteerde hij ook in de 125cc-klasse van het wereldkampioenschap wegrace bij Aprilia. Hij nam deel aan de Grands Prix van Italië en San Marino en eindigde hierin respectievelijk op de posities 30 en 25.
In 2009 reed Vitali een volledig seizoen in het WK 125cc bij het team CBC Corse op een Aprilia. Hij kende een moeilijk jaar, waarin hij in Spanje werd gediskwalificeerd vanwege het negeren van een ride through penalty die hij kreeg voor het maken van een valse start, terwijl hij zich in 2009 niet voor de race wist te kwalificeren. Een 21e plaats, die hij in de Grand Prix van Groot-Brittannië behaalde, was zijn beste race-uitslag. Tijdens het seizoen scoorde hij geen kampioenschapspunten.
In 2010 keerde Vitali terug naar Italië, waar hij uitkwam in de Stock 600-klasse van het Italiaans kampioenschap wegrace. Op een Yamaha behaalde hij zijn eerste podiumfinish in de seizoensfinale op het Circuit Mugello. Met 29 punten werd hij elfde in het klassement. In 2011 behaalde hij een podiumplaats in de eerste race op het Misano World Circuit en werd hij met 75 punten vijfde in de eindstand. Ook debuteerde hij dat jaar in het European Superstock 600 Championship, waarin hij vier races reed met een zevende plaats op Monza als beste resultaat.
In 2012 reed Vitali een dubbel programma in de Italiaanse en Europese Superstock 600-kampioenschappen. In Italië behaalde hij twee podiumfinishes op Mugello en werd hij vierde met 71 punten. In Europa was een vierde plaats op Misano zijn beste resultaat en eindigde hij als zevende met 72 punten. Ook in 2013 reed hij in beide klassen, maar ditmaal op een Suzuki. In Italië stond hij op het podium in de races op Misano, het Autodromo Internazionale Enzo e Dino Ferrari en Mugello en werd zo met 125 punten derde in het kampioenschap. In Europa kende hij een lastiger seizoen met een negende plaats op het Autódromo Internacional do Algarve als beste race-uitslag, waardoor hij met 33 punten zestiende werd.
In 2014 stapte Vitali over naar het Spaanse Moto2-kampioenschap, waarin hij op een Ariane reed. Een vierde plaats op Portimão was zijn beste resultaat en hij werd met 44 punten tiende in de eindstand. In 2015 keerde hij terug naar zowel het Italiaanse als het Europese Superstock 600-kampioenschap en reed hierin op een Kawasaki. In Italië behaalde hij een podium op Misano, maar verliet hij voortijdig de klasse en werd hij met 43 punten twaalfde. In Europa was een vierde plaats op het Circuit de Nevers Magny-Cours zijn beste resultaat en eindigde hij met 50 punten als zevende.
In 2016 hield het Europese Superstock 600-kampioenschap op te bestaan en stapte Vitali over naar de FIM Superstock 1000 Cup, waarin hij op een BMW reed. Twee zesde plaatsen op Imola en Misano waren zijn hoogste klasseringen en hij eindigde met 37 punten als twaalfde in het kampioenschap. In 2017 reed hij in de Superstock 1000 Cup, inmiddels het Europese Superstock 1000-kampioenschap geheten, en het Italiaans kampioenschap superbike op een Aprilia. In Italië reed hij enkel in de eerste vier races, met een zesde plaats op Imola als beste resultaat. In Europa was een vierde plaats op Misano zijn beste resultaat en werd hij met 64 punten tiende. In 2018 reed hij in beide klassen een volledig seizoen. In Italië reed hij op een BMW en stond hij vijfmaal op het podium, zodat hij met 150 punten vierde werd achter Michele Pirro, Matteo Ferrari en Lorenzo Zanetti. In Europa bleef hij op een Aprilia rijden en was een vierde plaats op Donington Park zijn beste resultaat. Met 73 punten eindigde hij als zesde in het klassement.
In 2019 reed Vitali enkel in het Italiaans kampioenschap superbike nadat de Europese Superstock 1000 ophield te bestaan. Op een BMW waren twee vierde plaatsen op Imola en Misano zijn beste resultaten. Met 112 punten werd hij zesde in het klassement. In 2020 behaalde hij twee podiumplaatsen op Misano en het Autodromo Vallelunga en werd hij met 94 punten vierde, achter Lorenzo Savadori, Samuele Cavalieri en Lorenzo Gabellini. In 2021 stapte hij over naar een Honda, waar hij met vijf podiumplaatsen en 141 punten vijfde werd. Tevens reed hij als gastcoureur in de races van het Duits kampioenschap superbike op de Hockenheimring Baden-Württemberg op een Honda, waarin hij zesde en zevende werd.
In 2022 behaalde Vitali zijn eerste zege in het Italiaans kampioenschap superbike in de openingsrace op Misano. In de rest van het seizoen behaalde hij nog vier podiumplaatsen. Met 155 punten werd hij achter Pirro en Alessandro Delbianco derde in de eindstand. In 2023 reed hij opnieuw in de klasse. Daarnaast debuteerde hij dat jaar in het wereldkampioenschap superbike voor het team Orelac Racing VerdNatura op een Honda in het weekend op Misano als vervanger van de geblesseerde Oliver König.